# Tricimba tomentosa
Tricimba tomentosa är en tvåvingeart som beskrevs av Ismay 1993. Tricimba tomentosa ingår i släktet Tricimba och familjen fritflugor. Inga underarter finns listade i Catalogue of Life.